# Theodorich II.
Theodorich II. (španělsky Teodorico; 426?–466 Toulouse) byl vizigótský král od roku 453, kdy dal zavraždit svého bratra Thorismunda. Za jeho vlády byl uzavřen foedus s římskou říší, která Vizigótům postoupila roku 462 Septimánii (oblast při pobřeží Středozemního moře v dnešní Francii). Theodorich zemřel v roce 466 a byl následován svým bratrem Eurichem.